# África do Sul na Copa do Mundo FIFA de 2010
A Seleção Sul-Africana de Futebol é uma das 32 participantes da Copa do Mundo FIFA de 2010, onde é a anfitriã.

## Jogadores
| #  | Nome                    | Posição      | Idade | J na Sel | Clube             |
| -- | ----------------------- | ------------ | ----- | -------- | ----------------- |
| 1  | Moeneeb Josephs         | Goleiro      | 30    | 17       | Orlando Pirates   |
| 2  | Siboniso Gaxa           | Defensor     | 26    | 38       | Mamelodi Sundowns |
| 3  | Tsepo Masilela          | Defensor     | 25    | 31       | Maccabi Haifa     |
| 4  | Aaron Mokoena           | Defensor     | 29    | 101      | Portsmouth        |
| 5  | Anele Ngcongca          | Defensor     | 22    | 5        | Genk              |
| 6  | MacBeth Sibaya          | Meiocampista | 32    | 58       | Rubin Kazan       |
| 7  | Lance Davids            | Meiocampista | 25    | 22       | Ajax Cape Town    |
| 8  | Siphiwe Tshabalala      | Meiocampista | 25    | 49       | Kaizer Chiefs     |
| 9  | Katlego Mphela          | Atacante     | 25    | 33       | Mamelodi Sundowns |
| 10 | Steven Pienaar          | Meiocampista | 28    | 50       | Everton           |
| 11 | Teko Modise             | Meiocampista | 27    | 52       | Orlando Pirates   |
| 12 | Reneilwe Letsholonyane  | Meiocampista | 28    | 14       | Kaizer Chiefs     |
| 13 | Kagisho Dikgacoi        | Meiocampista | 25    | 37       | Fulham            |
| 14 | Matthew Booth           | Defensor     | 33    | 27       | Mamelodi Sundowns |
| 15 | Lucas Thwala            | Defensor     | 28    | 25       | Orlando Pirates   |
| 16 | Itumeleng Khune         | Goleiro      | 22    | 28       | Kaizer Chiefs     |
| 17 | Bernard Parker          | Atacante     | 24    | 29       | Twente            |
| 18 | Siyabonga Nomvethe      | Atacante     | 32    | 76       | Moroka Swallows   |
| 19 | Surprise Moriri         | Meiocampista | 30    | 34       | Mamelodi Sundowns |
| 20 | Bongani Khumalo         | Defensor     | 23    | 15       | Supersport United |
| 21 | Siyabonga Sangweni      | Defensor     | 28    | 8        | Golden Arrows     |
| 22 | Shu-Aib Walters         | Goleiro      | 28    | -        | Maritzburg United |
| 23 | Thanduyise Khuboni      | Meiocampista | 24    | 9        | Golden Arrows     |
| T  | Carlos Alberto Parreira |              |       |          |                   |

## Participação
| Equipe        | Pts | J | V | D | E | GP | GC | Saldo |
| ------------- | --- | - | - | - | - | -- | -- | ----- |
| África do Sul | 1   | 1 | 0 | 1 | 0 | 0  | 1  | 1     |
| México        | 1   | 1 | 0 | 1 | 0 | 0  | 1  | 1     |
| Uruguai       | 1   | 1 | 0 | 1 | 0 | 0  | 0  | 0     |
| França        | 1   | 1 | 0 | 1 | 0 | 0  | 0  | 0     |

| 11 de junho de 2010 | África do Sul  | 1-1    | México      | Soccer City, Johannesburgo               |
| 16:00               | Tshabalala 55' | Súmula | Márquez 79' | Público: 84 490 Árbitro: Ravshan Irmatov |

| 16 de junho de 2010 | África do Sul | 0-3    | Uruguai                              | Estádio Loftus Versfeld, Pretória        |
| 20:30               |               | Súmula | Forlan 24', 80' (pen.) · Pereira 95' | Público: 42 658 Árbitro: Massimo Busacca |

| 22 de junho de 2010 | França      | 1-2 | África do Sul           | Estádio Free State, Bloemfontein               |
| 16:00               | Malouda 24' |     | Khumalo 21', Mphela 37' | Público: 39 415 · Árbitro: Oscar Ruiz Colômbia |